# Gemeine Stechmücke
Die Gemeine Stechmücke oder Nördliche Hausmücke (Culex pipiens, lat. cúlex, -icis, „Mücke“ und pipíre, „piepen“) ist eine der in Europa häufigsten Arten in der Familie der Stechmücken (Culicidae). Es treten zwei Unterarten auf, die an unterschiedliche Wirte gebunden sind:
- Culex pipiens pipiens saugt Blut an Vögeln,
- Culex pipiens molestus an Säugetieren, bevorzugt am Menschen („Synanthropie“).

Forscher der Universität Wien wiesen 2016 nach, dass die beiden Formen gelegentlich Hybride ausbilden, damit können möglicherweise auch Vogelkrankheiten auf Menschen übertragen werden.

## Merkmale

Körperbau

Die Gemeine Stechmücke hat einen 3 bis 7 Millimeter langen, schlanken Körper, schmale Flügel und lange Beine. Die Hinterleibssegmente sind dunkelbraun und weiß gebändert. Bei den Weibchen ist ein langer Saugrüssel entwickelt, mit dem sie Blut saugen. Ihr Abdomen ist abgerundet. Die Männchen saugen hingegen nur Nektar und Pflanzensäfte auf. Sie haben gefiederte Fühler.

## Vorkommen
Die Gemeine Stechmücke ist weltweit verbreitet.

## Lebensweise

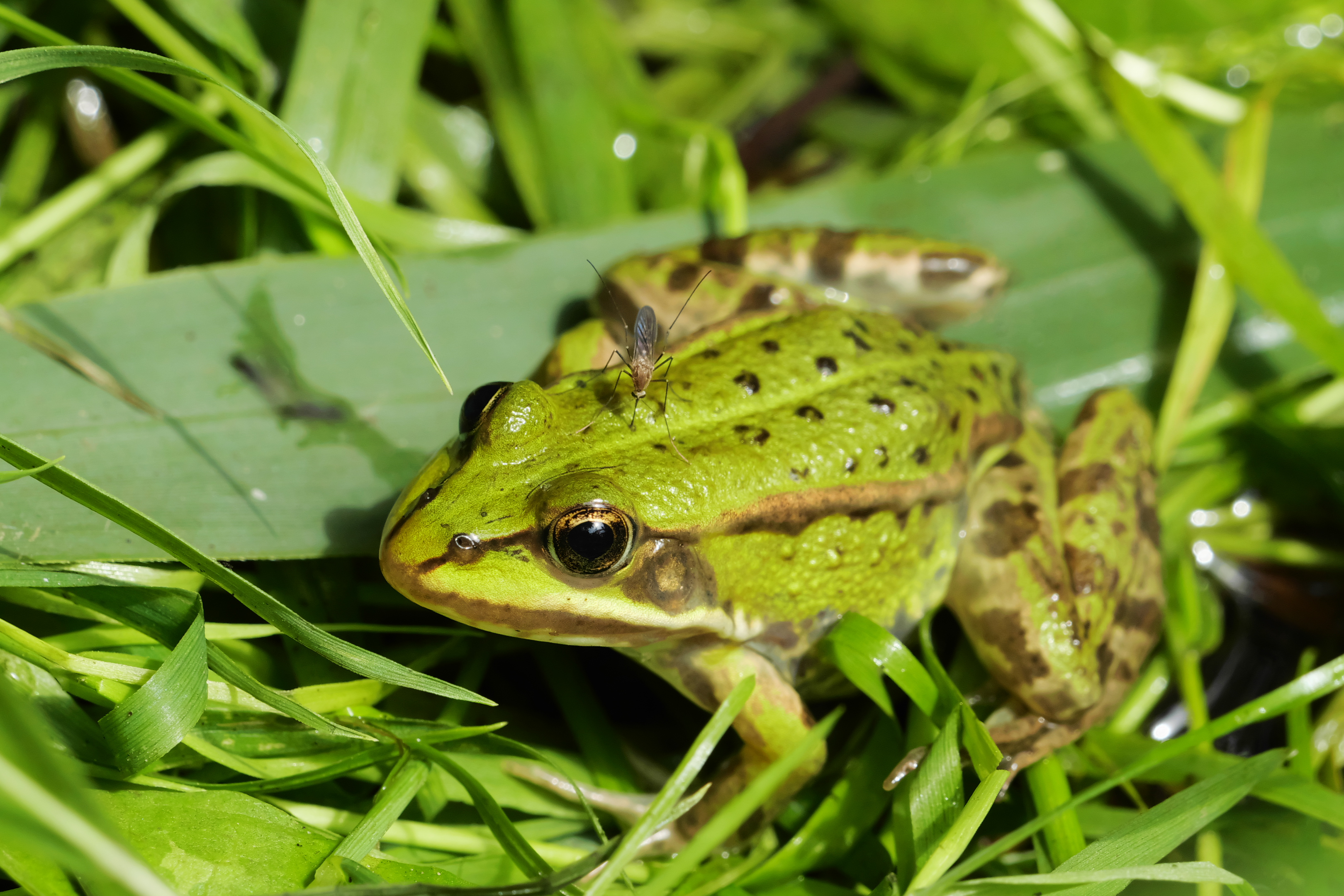
Teichfrosch mit Stechmücke am Ufer des Netzener Sees in Brandenburg

Die Weibchen ernähren sich von Nektar und Blut von Säugetieren, Vögeln und Amphibien, Männchen ausschließlich von Nektar und Pflanzensäften. Nach der Paarung braucht das Weibchen Proteine, die es nur durch die Aufnahme von Blut erhält; also ist Blut notwendig für die Fortpflanzung. Stechmücken nehmen Körperwärme, ausgeatmeten Wasserdampf, Kohlenstoffdioxid (CO2), Schweißgeruch und andere tierische und menschliche Gerüche wahr. So können sie ihre Wirte finden. Eine Studie hat gezeigt, dass Stechmücken besonders auf die Substanz para-Kresol im Schweiß ansprechen. Wenn der Wirt gefunden ist, werden zur Landung auch die Facettenaugen benutzt.
Stechmücken sind oft in Schwärmen unterwegs, die hauptsächlich aus Männchen bestehen. Kommt ein Weibchen in den Schwarm, erkennen dies die Männchen am tieferen Flugton der Weibchen (350 Hertz). Die Männchen fliegen auf das Weibchen zu und sie sinken zusammen zu Boden, wo dann gleich die Paarung stattfindet, die nur wenige Sekunden dauert.

## Fortpflanzung und Entwicklung

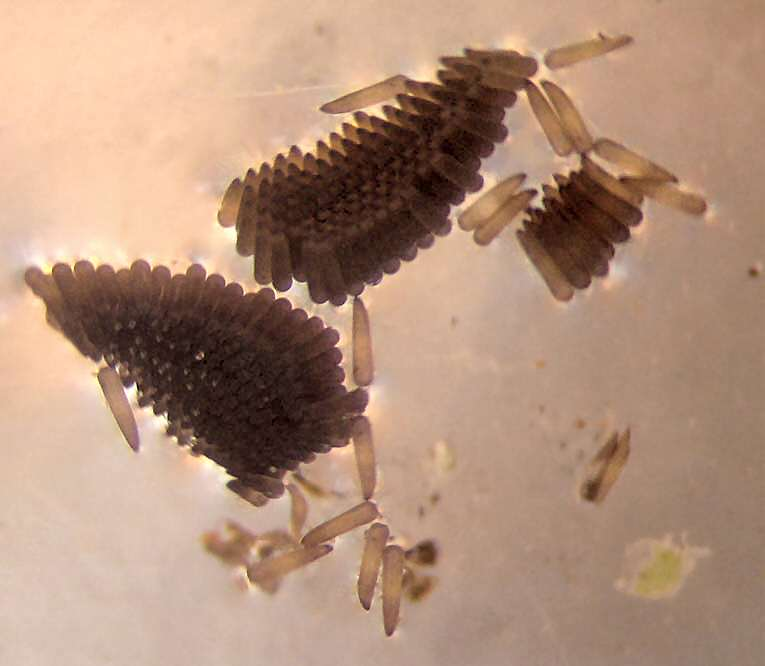
Eier einer Culex-Art. Das ursprünglich zusammenhängende „Mückenschiffchen“ ist bei der Vorbereitung für die Fotografie auseinandergebrochen.

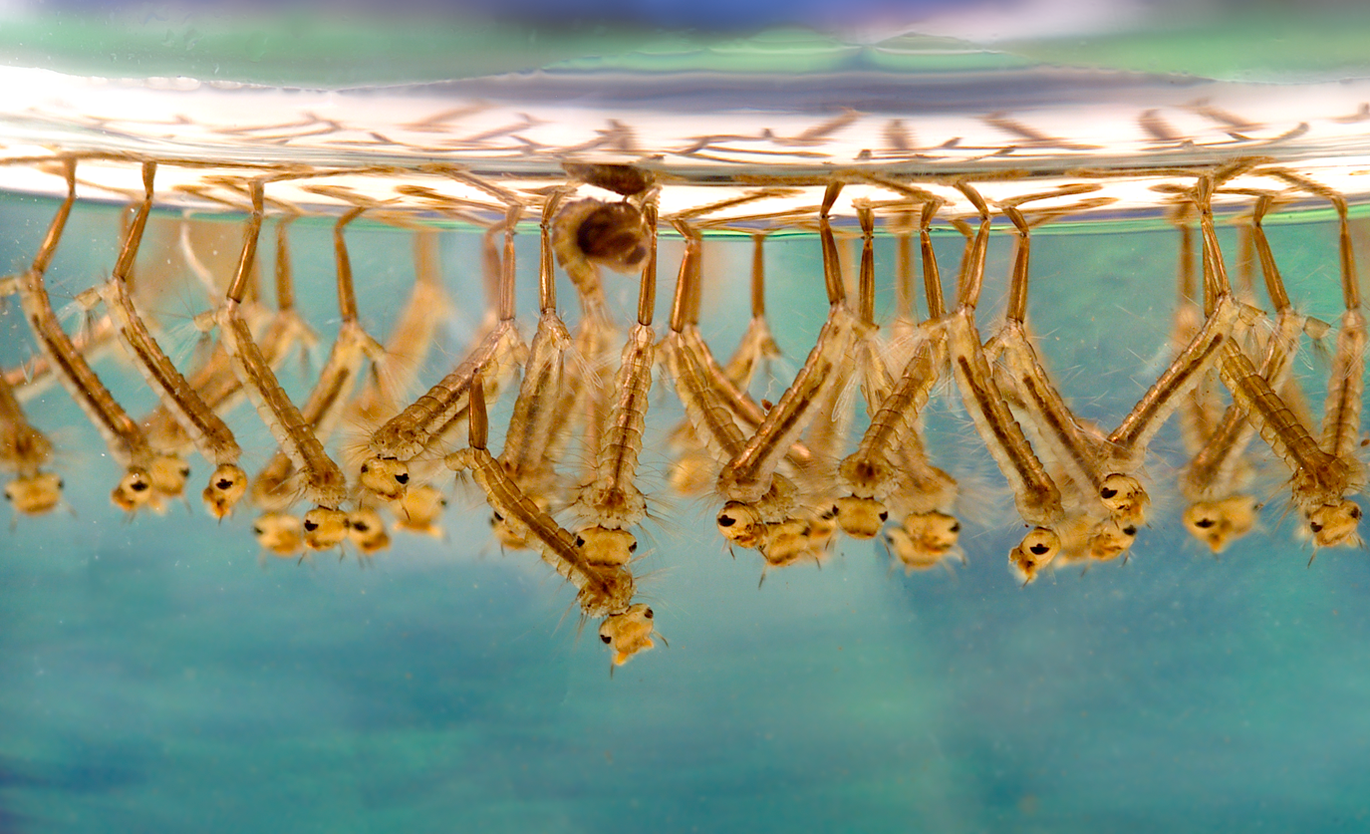
Larven einer Culex-Art

Befruchtete Weibchen überwintern an geschützten Stellen (Keller, Schuppen). Im Frühjahr werden 200 bis 300 Eier zusammengeklebt und als schwimmendes Schiffchen auf der Wasseroberfläche abgelegt. Zwischen den eng aneinander liegenden Eiern befinden sich Luftblasen, die dieses Floß auch bei Wind nicht untergehen lassen. Brutstätten können Seen und Teiche, Wassergräben, Sumpftümpel, Regentonnen, Pfützen und sogar salzhaltige Gewässer sein. Bevorzugt werden jedoch stark eutrophierte Gewässer, d. h. Gewässer mit guter Nährstoffversorgung. Die Larven überleben auch ein längeres Trockenliegen. Nach dem Schlüpfen hängen sie sich unter die Wasseroberfläche mit einem Atemrohr vom Hinterleib bis zur Wasseroberfläche. Sie ernähren sich von Schwebeteilchen, Algen und Kleinsttieren. Bei Störungen tauchen sie zum Schutz ab. Die Larve verpuppt sich nach viermaliger Häutung, die Puppe hat anstatt eines Atemrohrs mehrere Atemhörner, die an der Brust befestigt sind. Auch als Puppe hängt sie an der Wasseroberfläche, schon nach kurzer Zeit schlüpft die Imago. Die ganze Entwicklung dauert 20 Tage, die Dauer ist jedoch auch von der Temperatur abhängig. Natürliche Feinde sind unter anderem Fische und Libellen-Larven.

## Stich

### Ablauf
Die weibliche Stechmücke sticht vor allem während der Dämmerung und nachts. Sie dringt auch in Wohnungen ein. Nach der Landung auf einem Wirt wartet sie einige Sekunden, um sicherzugehen, dass sie nicht bemerkt wurde. Hat sie eine Hautstelle mit einem darunter liegenden Blutgefäß geortet, werden die Enden der Unterlippe auf die Haut gesetzt und ihre stechend-saugenden Mundwerkzeuge tief eingebohrt. Beim Stich kommt eine meist nur geringfügige Schmerzempfindung zustande, nämlich wenn der in die Haut eindringende Stechrüssel auf einen Schmerznerv trifft und das Opfer den Stich bemerkt. Die Stechmücke saugt Blut auf, wobei ihr Hinterleib anschwillt und sich rot färbt. Durch den in die Wunde abgegebenen Speichel wird das Blut des Opfers verflüssigt und ein Gerinnen des Blutes verhindert, damit ihr Rüssel während der Nahrungsaufnahme nicht verstopft. Außerdem wird der Blutfluss zur Wunde hin verstärkt.

### Folgen
Der beim Stechen abgegebene Speichel löst beim Menschen einen Juckreiz, manchmal auch Allergien aus. Dieser Juckreiz wird von Proteinen ausgelöst, die die Stechmücke mit dem Speichel in die Saugstelle einspritzt.
Stechmücken übertragen Krankheitserreger, da der Speichel Viren oder Bakterien enthalten kann, die die Tiere bei vorangegangener Nahrungsaufnahme bei einem infizierten Wirt zusammen mit Blut aufgenommen haben. Bei in Israel gefangenen C. pipiens konnte das Sindbis-Virus und West-Nil-Virus und bei in Ägypten gefangenen Tieren neben dem West-Nil-Virus auch das Rifttalfieber nachgewiesen werden. Ob sie prinzipiell diese Krankheiten dann auch übertragen, ist nicht bekannt. Zudem wurde beschrieben, dass C. pipens den Fadenwurm Wuchereria bancrofti übertragen kann. Milde Verläufe führen lediglich zu einer rezidivierenden Lymphadenitis und Lymphangitis. Schwere Verläufe entwickeln sich zur Filariosen, bekannt als Elephantiasis tropica. Im Jahr 2010 wurden erstmals Sindbis-Viren auch in Deutschland in C. pipens und zwei weiteren Stechmückenarten nachgewiesen.

## Bekämpfung

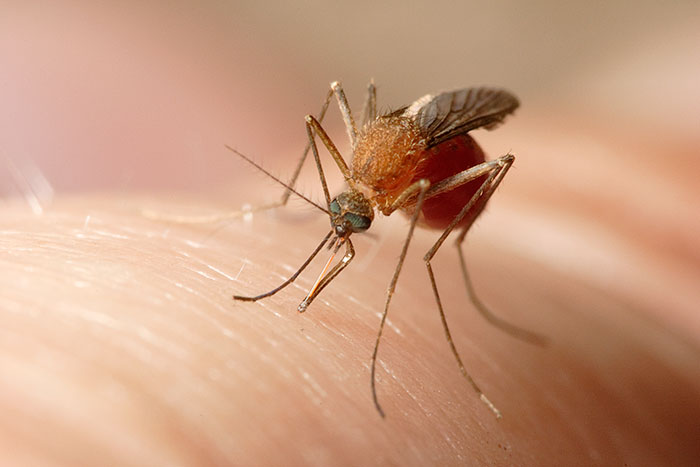
Stechmücke bei der Blutmahlzeit

In Wohngebieten gilt das regelmäßige Leeren von Regentonnen sowie die Beseitigung kleiner Wasseransammlungen als Schutz vor sommerlichem Mückenaufkommen. Defekte Regenrinnen, Fahrspuren von Autos auf Feldwegen, leere Getränkedosen, alte Autoreifen, Klär- und Feuerlöschbecken können Hausmücken als Lebensraum für Larven dienen. Gegen die Mückenvermehrung in erwünschten Wasservorräten gibt es verschiedene Möglichkeiten, Abdeckungen können erwachsene Stechmückenweibchen fernhalten. Feinmaschige Fliegengitter an Fensteröffnungen verhindern das Eindringen, Moskitonetze über Schlafstellen das Einstechen. Abends im Freiland besteht die Möglichkeit, die Haut locker zu bedecken und nur freibleibende Hautpartien mit Abwehrmitteln (Repellents) zu behandeln. Wo die Mücken durch die Kleidung hindurch stechen, kann Insektenschutz-Kleidung helfen. UV-Lampen im Freiland locken außer einigen Mücken auch nützliche oder gefährdete Insekten an. Sogenannte Mückenpiepser, die hochfrequente Töne erzeugen und damit die Mücken fernhalten sollen, sind unwirksam. Auf die Haut aufgetragene Abwehrmittel haben keine Fernwirkung. Sie schützen nur kurzfristig und nur dann umfassend, wenn sie flächendeckend auf die gesamte freiliegende Haut aufgetragen werden – bereits kleine unbehandelte Stellen können sonst von den Mücken gefunden und zum Einstich genutzt werden.